# کاونچو
کاونچو (به لهستانی:  Kałęczew) یک روستا در لهستان است که در گمینا دموشن واقع شده‌است.